# نیلز اکسلسون
نیلز اکسلسون (انگلیسی: Nils Axelsson; ۱۸ ژانویهٔ ۱۹۰۶ – ۱۸ ژانویهٔ ۱۹۸۹) بازیکن فوتبال اهل سوئد بود.
از باشگاه‌هایی که در آن بازی کرده‌است می‌توان به باشگاه فوتبال هلسینگبورگس اشاره کرد.
وی همچنین در تیم ملی فوتبال سوئد بازی کرده‌است.